# Ulthar
Ulthar är en fiktiv stad i H.P. Lovecrafts Drömcykel.
Staden finns med i novellerna Sökandet efter det drömda Kadath, De andra gudarna och Katterna i Ulthar. I Ulthar har katter hög status; hårda straff är att vänta för någon som skadar en katt.
Ulthar är även namnet på en av de äldre gudarna (The Elder Gods) i Cthulhumytologin.